# الخالدية (محافظة يدمة)
الخالدية هو مركزٌ سعوديٌ تابعٌ لمحافظة يدمة التابعة لمنطقة نجران، في المملكة العربية السعودية. المركز من الفئة (أ)، ورمزه 2447 حسب دليل الترميز الموحد للمناطق الإدارية بالمملكة العربية السعودية.